# Blues britânico
O blues britânico é uma forma de música derivada do blues estadunidense que se originou na década de 1950 e que alcançou o máximo de popularidade na década de 1960, quando desenvolveu um distintone influente estilo dominado pela guitarra elétrica e deu origem a estrelas internacionais de alguns proponentes do gênero, incluindo The Rolling Stones, Eric Clapton, Fleetwood Mac e Led Zeppelin. Um número destes moveu-se para o mainstream do rock e, como resultado, o blues britânico ajudou a formar muitos sub-gêneros do rock. Desde então, o interesse direto no blues no Reino Unido diminiui, mas muitos dos artistas-chave retornaram ao estilo em anos recente, novos atos emergiram e há um renovado interesse no gênero.

## Origens
O blues estadunidense se tornou conhecido no Reino Unido da década de 1930 em diante através algumas fontes, como gravações levadas ao país, particularmente por negros do exército americano estacionados lá na Segunda Guerra Mundial e na Guerra Fria, e também através de importações ilegais. O blues era relativamente conhecido para músicos britânicos de jazz e fãs e presente especialmente nos trabalhos de figuras como as cantoras Ma Rainey e Bessie Smith e os influenciados pelos blues boogie woogie de Jelly Roll Morton e Fats Waller.
Em 1955, a maior parte das gravações britânicas eram realizadas na HMV e EMI, sendo que esta trouxe a sua subsidiária Decca Records, que começou a distribuir o jazz americano, aumentando as gravações de blues para o que era um mercado emergente. Muitos tiveram contato com a música através da mania do skiffle na segunda parte da década de 1950, particularmente pelas canções de Leadbelly, interpretadas por artistas como Lonnie Donegan. Como o skiffle começou a perder popularidade no final dessa década e o rock and roll britânico começou a dominar as paradas, vários músicos foram do skiffle para o blues.  Entre esses estava o guitarrista e tocador de gaita Cyril Davies, que fez cuidou do London Skiffle Club (Clube de Skiffle de Londres), que tinha sede na casa pública Roundhouse em Londres, e o também guitarrista Alexis Korner. Ambos trabalharam para o líder de bandas de jazz Chris Barber, tocando no segmento R&B que ele introduziu para o espetáculo.  O clube servia como um ponto de encontro para os atos do skiffle britânico e Barber era responsável por trazer músicos americanos de folk e blues, os quais eram muitos melhor pagos e mais conhecidos na Europa do que em sua terra natal. O primeiro grande artista foi Big Bill Broonzy, que visitou a Inglaterra na metade da década de 1950, mas que mais do que o seu Chicago blues elétrico, tocava um folk blues ajustando-se às expectativas do blues americano como um forma de música folk. Em 1957, Davies e Korner decidiram que o seu interesse central era o blues e fecharam o clube de skiffle, reabrindo-o um mês depois como The London Blues and Barrelhouse Club (O Clube de Blues e Bar de Londres). Nesse momento, o blues britânico era tocado imitando o Delta blues e o country, fazendo parte da segunda onda emergente do folk britânico. Criticado ao mudar esse estilo, Muddy Waters, que visitou o país em 1958, inicialmente chocou as audiências britânicas ao tocar um blues elétrico com amplificadores; porém, brevemente já estava tocando para multidões estáticas e em delírio. Davies e Korner, tendo já se separado de Barber, agora tocavam um blues elétrico amplificado que se tornou modelo para o sub-gênero; eles formaram a banda Blues Incorporated.
A Blues Incorporated tornou-se algo como uma casa aberta para músicos de blues no final dos anos 50 e no início da próxima década. Muitos artistas fizeram parte da banda ou participaram de sessões, tais como Mick Jagger, Charlie Watts e Brian Jones (que depois seriam dos Rolling Stones), Jack Bruce e Ginger Baker (fundadores da Cream), Graham Bond e Long John Baldry. A casa rotineira de apresentações do grupo era o Marquee Club e daí que veio o nome para o primeiro álbum de blues britânico , R&B from the Marquee, lançado pela Decca. O modelo de blues elétrico serviu de base para várias bandas, como The Rolling Stones, The Animals e The Yardbirds. O auge desse primeiro movimento de blues veio com John Mayall, que se mudou para Londres no início dos anos 1960 e depois formou os Bluesbreakers, cujos membros incluíram Jack Bruce, Aynsley Dunbar e Mick Taylor. Particularmente significativo foi o álbum de 1966 Blues Breakers with Eric Clapton, considerado uma das gravações seminais do blues britânico. O disco foi notável pela sua direção e ritmo e por um som distorcido vindo da guitarra Gibson Les Paul de Clapton e de um amplificador Marshall, os quais se tornaram algo como uma combinação clássica para os guitarrista de blues britânico (e depois também para os de rock). Ele também fez clara a supremacia da guitarra, vista como uma característica que distinguia o sub-gênero. Peter Green começou o que é chamada de "segunda grande época do blues britânico". Green substituiu Clapton nos Bluesbreakers; Clapton havia saído para formar o Cream. Em 1967, depois de uma gravação com os Bluesbreakers, Green, com Mick Fleetwood e John McVie, também da banda, formaram a Fleetwood Mac. Um fator chave no desenvolvimento da popularidade e da música pelo Reino Unido e pela Europa no começo da década de 1960 foi o sucesso das turnês do American Folk Blues Festival, organizadas pelos produtores alemães Horst Lippmann e Fritz Rau.
A ascensão do blues elétrico e o seu sucesso no mainstream significaram que o blues acústico britânico estava completamente ofuscado. No começo da década de 60, Bert Jansch, John Renbourn e particularmente Davy Graham, pioneiros do violão folk (que tocaram e gravaram com Korner), tocaram blues, folk e jazz, desenvolvendo um estilo de tocaram guitarra conhecido como folk baroque. O blues britânico acústico continuou a se desenvolver como parte de uma cena folk, com figuras como Ian Anderson e a sua Country Blues Band, Al Jones e Mike Cooper. Muitos músicos do gênero puderam alcançar um pequeno sucesso comercial mas, na maioria, encontraram muita dificuldade para ganhar algum reconhecimento pelas suas "imitações" do blues dos EUA.

## O "boom" do blues britânico
Enquanto a Blues Incorporated e a Mayall's Bluesbreakers eram bem conhecidos nos circuitos de jazz e R&B de Londres, a próxima geração de bandas de blues britânico estavam prontas para ter uma popularidade no mainstream. Os Rolling Stones e os Yardbirds foram beneficiados pelo Beat Boom britânico que começou a romper a barreira do seu a partir de 1962 e que, em 1964, levou essa bandas a encabeçarem a Invasão Britânica. Além de covers de canções do Chicago Blues, os Stones interpretavam músicas de Chuck Berry, Buddy Holly e Bobby e Shirley Womack. Foi com uma canção destes que a banda teve uma música sua como número um no Reino Unido, em 1964. O blues continuou influenciando a música dos Rolling Stones - o seu lançamento de Little Red Rooster como single levou a canção ao topo das listas do país, em dezembro de 1964 - mas eles não eram somente um grupo de blues. Os Yardbirds tiveram um pouco de sucesso com o single "For Your Love", baseada em blues e com alguns sons pop, em 1965, o que causou a saída de Eric Clapton da banda. Como no caso dos Stone, o blues continuou sendo a maior influência entre muitas outras nos Yardbirds, mesmo com diferentes formações, que incluíram Jeff Beck e Jimmy Page. A outra banda que teve um impacto similar nesse período foi a The Animals, que tinha um som dominado pelos teclados de Alan Price, não muito usual à época, e uma das poucas vozes que podiam rivalizar com os cantores de blues americano pelo impacto, com Eric Burdon nos vocais. Eles se mudaram para Londres em 1964 e lançaram uma série de singles de sucesso, começando com "House of the Rising Sun", misturando folk e soul mais comerciais, enquanto seus álbuns eram dominados por um padrão de blues.
Em contraste, a próxima onda de bandas, formadas por volta de 1967, como Cream, Fleetwood Mac, Ten Years After e Free, perseguiu uma rota diferente, mantendo um padrão de blues no seu repertório e produzindo um material original que sempre evitava óbvias influências pop, colocando ênfase na virtuosidade individual. O resultado foi caracterizado como Blues-rock e indiscutivelmente marcado como a separação do pop e do rock, que foi a característica da indústria de gravadoras po várias décadas. A Fleetwood Mac é frequentemente consideradas por ter produzido alguns os melhores trabalhos do sub-gênero, com interpretações originais de Chicago Blues. Eles foram também o grupo mais bem-sucedido comercialmente, com seu homônimo álbum de estreia, atingindo o top 5 dos Reino Unido no começo de 1968 e atingindo o número um em 1979 com o single instrumental "Albatross". Isso foi, como Scott Schinder e Andy Schwartz colocaram, "o apogeu do boom do blues britânico". Um rápido declínio se seguiu, com as bandas e os músicos sobreviventes tendendo a se mover para outras áreas em expansão do rock. Alguns, como Korner e Mayall, continuaram a tocar uma "pura" forma de blues, mas muito longe das notícias do mainstream. A estrutura dos clubes, pontos de encontro e festivais que tinham crescido no início da década de 1950 virtualmente desapareceram nos anos 70.

## Sobrevivência e ressurgência
Apesar de ofuscados pelo crescimento do rock, o blues não desapareceu no Reino Unido, com bluesmen americanos como John Lee Hooker, Eddie Taylor, e Freddie King continuando a serem bem recebidos no país. Uma cena doméstica ativa liderada por figuras como Dave Kelly e sua irmã, Jo Ann Kelly, ajudou a manter o blues acústico vivo no circuito britânico de folk. Dave Kelly também foi um dos fundadores do The Blues Band com os
antigos integrantes da Manfred Mann, Paul Jones e Tom McGuinness, Hughie Flint e Gary Fletcher. A Blues Band foi creditada como ter dado o pontapé inicial para um segundo "boom" do blues no Reino Unido, que, pelos anos 1990, liderou festivais pelo país, incluindo The Swanage Blues Festival, The Burnley National Blues Festival, The Gloucester Blues and Heritage Festival e The Great British Rhythm and Blues Festival em Colne.
O século vinte e um viu uma explosão de interesse no blues no Reino Unido que pode ser vista pelo sucesso de atos anteriormente desconhecidos como Seasick Steve, in the return to the blues by major figures who began in the first boom, including Peter Green, Mick Fleetwood, Chris Rea and Eric Clapton, assim como a chegada de artistas mais jovens como Matt Schofield e Aynsley Lister.

## Impacto
Além de dar um começo a muitos músicos importantes de blues, pop e rock, a cena britânica de blues também deu origem a sub-gêneros do rock como o rock psicodélico e o rock progressivo. A perseguição dessa linha de desenvolvimento desde o final da década de 1970 formou bandas de rock baseadas no blues, como Led Zeppelin, Deep Purple e Black Sabbath, que liderariam o Hard rock, e mais recentemente, o Heavy rock e Heavy metal.
Talvez a mais importante contribuição do blues britânico seja a surpreendente re-exportação do blues americano de volta para os Estados Unidos, onde, com o sucesso de bandas como Rolling Stones e Fleetwood Mac, audiências começaram a olhar novamente a músicos negros de blues como Muddy Waters, Howlin' Wolf e John Lee Hooker, que, repentinamente, começaram a ser atração na classe média americanos. O resultado foi a re-avaliação de blues nos Estados Unidos, o que fez com que muitos americanos mais facilmente se tornassem músicos de bues, abrindo portas para o Southern rock e o desenvolvimentos do Texas blues com músicos como Stevie Ray Vaughan.